# Janusz Rewiński

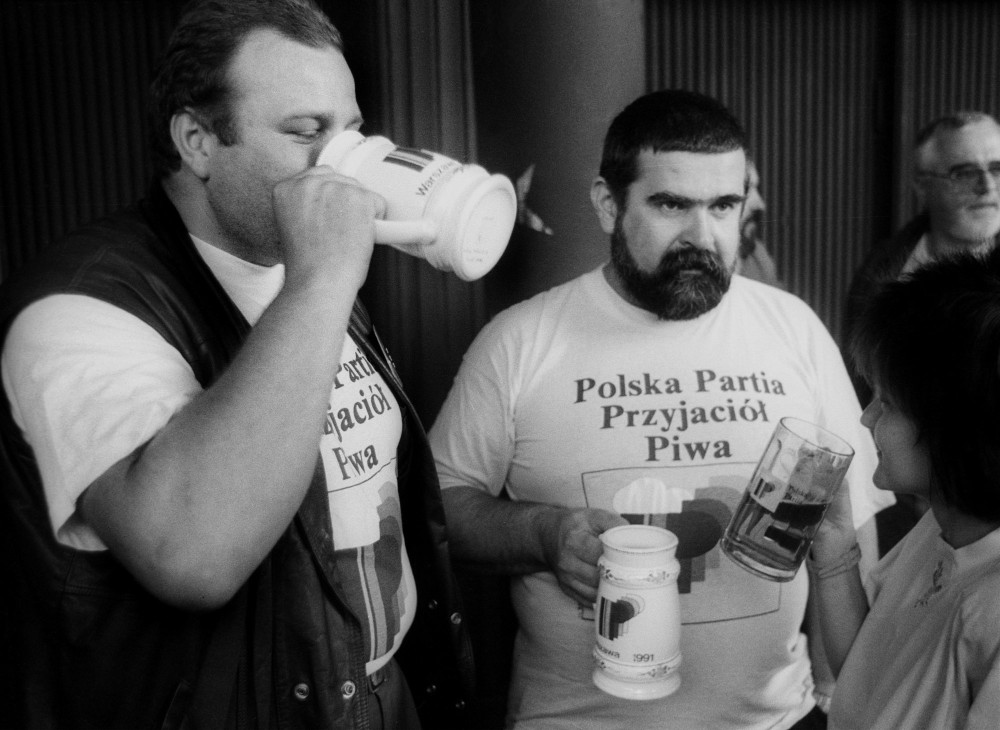
Janusz Rewiński (1991)

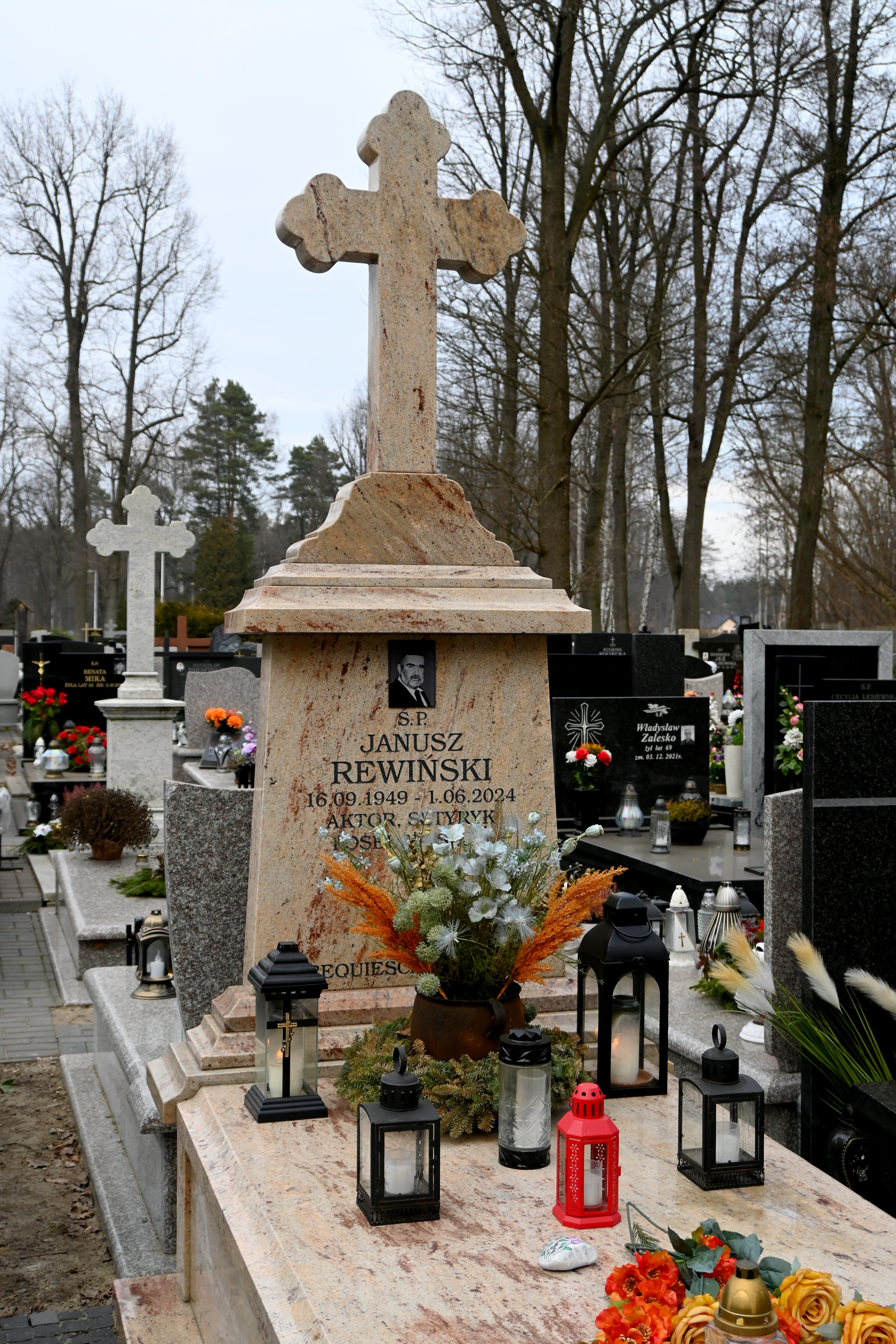
Grób Janusza Rewińskiego na cmentarzu w Radości

Janusz Rewiński (ur. 16 września 1949 w Żarach, zm. 1 czerwca 2024 w Warszawie) – polski aktor, satyryk i polityk, poseł na Sejm I kadencji.

## Życiorys

### Rodzina i wykształcenie
Syn Bazylego i Filipiny, urodził się w rodzinie pochodzącej z okolic Równego na Wołyniu. Ukończył Technikum Budowy Silników Lotniczych we Wrocławiu, a w 1972 studia na Wydziale Aktorskim PWST w Krakowie.

### Działalność artystyczna
Podczas studiów występował w prowadzonych przez Wiesława Dymnego Spotkaniach z Balladą i w Piwnicy Pod Baranami (wtedy powstał monolog Fiut rozszyfrowywany jako Film i uwentualnie telewizja). Był aktorem Teatru Polskiego w Poznaniu, w którym występował w roli Wacława i Papkina w Zemście Aleksandra Fredry. Po udanym debiucie w Poznaniu przez kilka lat wraz z Zenonem Laskowikiem występował w kabarecie Tey. W latach 80. pojawił się m.in. w duecie z Bohdanem Smoleniem.
Popularność przyniosły mu występy w Kabarecie Olgi Lipińskiej, w którym wcielił się w rolę „Miśka”, gruboskórnego dyrektora teatru. Wystąpił w licznych filmach, wcielił się w postać bosmana Banka w Podróżach pana Kleksa (1986) oraz Stefana „Siary” Siarzewskiego w komediach Kiler (1997) i Kiler-ów 2-óch (1999). Zagrał Edwarda Nowaka, głównego bohatera serialu Tygrysy Europy. Odrzucił propozycję zagrania Ferdynanda Kiepskiego w sitcomie Świat według Kiepskich.
W 1993 po dwuletniej przerwie na okres sprawowania mandatu posła wrócił do Kabaretu Olgi Lipińskiej, gdzie wcielił się ponownie w rolę „Miśka”, tym razem próbującego dostosować zespół do wymogów gospodarki rynkowej. W latach 90. występował w  programie Dyżurny Satyryk Kraju w Polsacie. W latach 1998–2004 występował z Krzysztofem Piaseckim w programie kabaretowym Ale plama w TVN (krótko program ukazywał się również w TVP). Razem współtworzyli również program Szkoda gadać w TVP1. Od września do października 2010 na antenie tej samej stacji wraz z dziennikarką Joanną Fudalą prowadził program Siara w kuluarach. W 2011 wziął udział w kampanii reklamowej marki Wilkinson, na której potrzeby zgolił swoją charakterystyczną brodę. W 2013 został felietonistą tygodnika „W Sieci”, z którym współpracował do 2019.

### Działalność polityczna i gospodarcza
Brał udział w realizacji programu telewizyjnego Skauci piwni. Na początku lat 90. znalazł się wśród organizatorów założonego na fali popularności tego programu stowarzyszenia „Skauci Piwni”, na bazie którego powstała następnie Polska Partia Przyjaciół Piwa. W wyborach parlamentarnych w 1991 z listy tego ugrupowania został wybrany posłem I kadencji. W Sejmie przewodził jednej z frakcji PPPP (tzw. Duże Piwo), przekształconej w Polski Program Gospodarczy, którego większość posłów w 1992 wraz z posłami Kongresu Liberalno-Demokratycznego współtworzyła następnie Polski Program Liberalny. W tym samym roku został usunięty ze stanowiska prezydenta PPPP przez stronników Leszka Bubla. W 1993 bez powodzenia ubiegał się o reelekcję z listy KLD, po czym wycofał się z działalności politycznej. W 2010 wszedł w skład komitetu poparcia Jarosława Kaczyńskiego w wyborach prezydenckich. W 2015 zaangażował się w kampanię prezydencką kandydata PiS Andrzeja Dudy. W 2019 przed wyborami do Sejmu i Senatu wystąpił w spocie wyborczym PiS.
Pełnił funkcję prezesa przedsiębiorstwa Centrum Komputerowe Bonair USA (1994–1995), był też członkiem zarządu Unitra Multimedia (1995–1996). Później zajmował się rolnictwem i hodowlą zwierząt.

## Odznaczenia
Wyróżniony Srebrnym (2009) i Złotym (2016) Medalem „Zasłużony Kulturze Gloria Artis”. W 2024 został pośmiertnie odznaczony przez prezydenta RP Andrzeja Dudę Krzyżem Komandorskim Orderu Odrodzenia Polski.

## Życie prywatne
Był żonaty z aktorką Iwoną Biernacką. Ojciec Jonasza Rewińskiego (dziennikarza i prezentera) oraz Aleksandra Rewińskiego (śpiewaka operowego).
Zamieszkał we wsi Nowodwór koło Mińska Mazowieckiego, w której został właścicielem gospodarstwa rolnego.
Został pochowany na cmentarzu w Radości.

## Filmografia
- 1983: To tylko rock jako Roman Żelazny, reżyser telewizyjny
- 1983: Sny i marzenia jako szef redakcji w tv (cz. 2)
- 1984: Porcelana w składzie słonia jako dyrektor fabryki sztucznego miodu
- 1985: Podróże pana Kleksa jako bosman Bank
- 1986: Pierścień i róża jako król Padello
- 1986: Zmiennicy jako Zdzisław Mroczkowski, pracownik prezesa Koniuszki
- 1986: Klementynka i Klemens – gęsi z Doliny Młynów (odc. 8)
- 1987: Cesarskie cięcie jako sekretarz z „góry”
- 1988: Dziewczynka z hotelu Excelsior jako instruktor K.O.
- 1993: Uprowadzenie Agaty jako wiceminister Jerzy, ojciec Oskara
- 1997: Kiler jako Stefan „Siara” Siarzewski
- 1999: Tygrysy Europy jako Edward Nowak
- 1999: Kiler-ów 2-óch jako Stefan „Siara” Siarzewski
- 2000: Sukces jako ataman Żurak, gość UPM z Ukrainy
- 2001: Gulczas, a jak myślisz... jako Karol, ojciec Karoliny, właściciel stacji benzynowej
- 2002: Yyyreek!!! Kosmiczna nominacja jako Karol
- 2002: Superprodukcja jako producent Zdzisław „Dzidek” Niedzielski
- 2003: Tygrysy Europy 2 jako Edward Nowak
- 2006: Ale się kręci jako Lucjan Grauer, reżyser telenoweli „Prosto w serce”, partner Barbary Rózieckiej
- 2007: Ryś jako Koziczek, dyrektor banku

## Dyskografia
- Zadyma (1988, Pronit)[19]

## Programy telewizyjne
- Ale plama (1998–2004, z Krzysztofem Piaseckim)
- Szkoda gadać (2007–2008, z Krzysztofem Piaseckim)
- Studio lało-grzało (2008, z Krzysztofem Piaseckim)
- Siara w kuluarach (2010, z Joanną Fudalą)